# Phaenocarpa benjaminica
Phaenocarpa benjaminica är en stekelart som beskrevs av Fischer 1974. Phaenocarpa benjaminica ingår i släktet Phaenocarpa och familjen bracksteklar. Inga underarter finns listade i Catalogue of Life.